# Memoriál Valentina Granatkina
Valentin Granatkin Memorial je každoroční fotbalový turnaj mládežnických reprezentací, který se koná v Petrohradě. Turnaj se koná na počest bývalého viceprezidenta FIFA Valentina Granatkina.

## Historie
První ročník soutěže se uskutečnil v roce 1981 v Moskvě, od roku 1983 se turnaj pořádal v tehdejším Leningradě. Mezi léty 1993 a 2000 se tento turnaj nepořádal, od roku 2000 se koná každoročně. Turnaj pomohl objevit mnoho budoucích fotbalových hvězd, jako jsou třeba Andreas Möller, Oliver Bierhoff nebo Marcel Desailly.

## Přehled vítězů
| Rok  | Město     | 1. místo           | 2. místo    | 3. místo       |
| ---- | --------- | ------------------ | ----------- | -------------- |
| 1981 | Moskva    | SRN                | SSSR 1      | Španělsko      |
| 1982 | Moskva    | SSSR 1             | Brazílie    | SSSR 2         |
| 1983 | Leningrad | SSSR 1             | Francie     | Československo |
| 1984 | Leningrad | SRN                | SSSR 1      | Belgie         |
| 1985 | Leningrad | SSSR 1             | Francie     | SSSR 2         |
| 1986 | Leningrad | SSSR 1             | SRN         | Francie        |
| 1987 | Leningrad | SSSR 1             | SSSR 2      | Francie        |
| 1988 | Moskva    | SSSR 1             | Čína        | SSSR 2         |
| 1989 | Leningrad | SSSR 1             | Belgie      | SSSR 2         |
| 1990 | Leningrad | SSSR 1             | Čína        | SRN            |
| 1991 | Leningrad | SSSR 2             | SSSR 1      | Čína           |
| 1992 | Petrohrad | SRN                | SNS-1       | Čína           |
| 2001 | Petrohrad | Rusko              | Čína        | Írán           |
| 2002 | Petrohrad | Rusko              | Litva       | Ukrajina       |
| 2003 | Petrohrad | Korejská republika | Čína        | Bělorusko      |
| 2004 | Moskva    | Rusko              | Polsko      | Bělorusko      |
| 2005 | Moskva    | Rusko              | Ukrajina    | Bělorusko      |
| 2006 | Petrohrad | SRN                | Slovensko   | Rusko          |
| 2007 | Petrohrad | Bělorusko          | Turecko     | Rusko          |
| 2008 | Petrohrad | Rusko              | Bělorusko   | Ukrajina       |
| 2009 | Petrohrad | Rusko              | Turecko     | Ukrajina       |
| 2010 | Petrohrad | Rusko              | Ukrajina    | Turecko        |
| 2011 | Petrohrad | Finsko             | Čína        | Ukrajina       |
| 2012 | Petrohrad | Itálie             | Finsko      | Litva          |
| 2013 | Petrohrad | Rusko              | Petrohrad   | Ukrajina       |
| 2014 | Petrohrad | Japonsko           | Petrohrad   | Slovensko      |
| 2015 | Petrohrad | Rusko do 18 let    | Jižní Korea | Slovinsko      |
| 2016 | Petrohrad | Slovinsko          | Petrohrad   | Rusko          |